# 1088

## Události
- První zmínky o obcích Vršovice, Hovorčovice, Hýskov, Knovíz, Kamenný Most (okres Kladno), Mokropsy (dnešní Černošice), Suchomasty a Hejkovice (dnešní Ujkovice)

## Vědy a umění
- Založena univerzita v Bologni

## Narození
- ? – Balduin III. Henegavský, henegavský hrabě († 1120)
- ? – Irena Uherská, byzantská císařovna († 13. srpna 1134)

## Úmrtí
- 28. září – Heřman Lucemburský, vzdorocísař Svaté říše římské (* asi 1035)

## Hlavy států
- České království – Vratislav II.
- Svatá říše římská – Jindřich IV. – Heřman Lucemburský vzdorokrál – Konrád Francký vzdorokrál
- Papež – Urban II.
- Anglické království – Vilém II. Ryšavý
- Francouzské království – Filip I.
- Polské knížectví – Vladislav I. Herman
- Uherské království – Ladislav I.
- Byzantská říše – Alexios I. Komnenos